# La Chorca

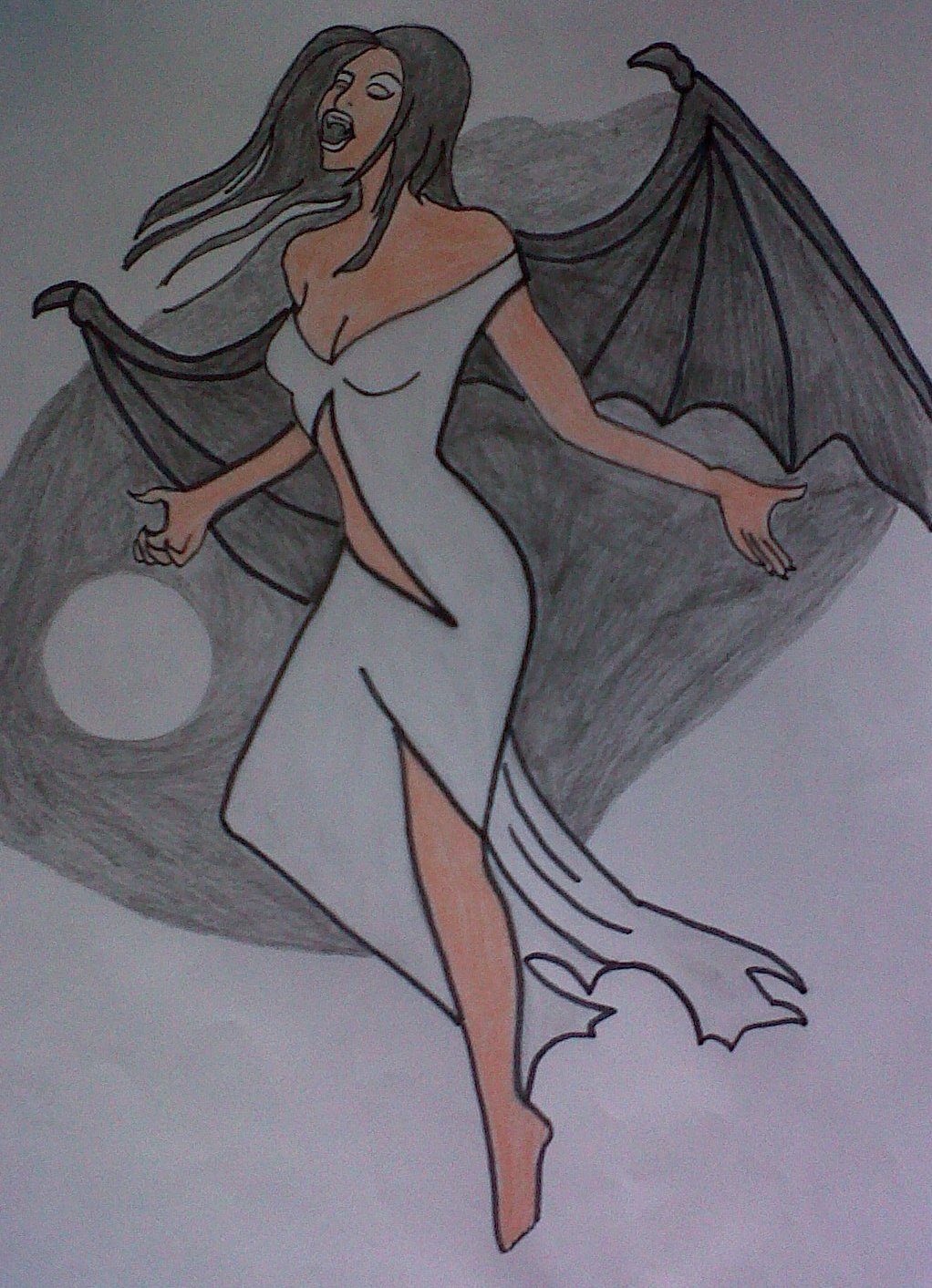
Ilustración de la Chorca o "mujer lechuza"

La leyenda de la Chorca o la “mujer lechuza” involucra a un ser mitológico o nahual vampírico que se alimenta de sangre humana. Hay que seguir llenado, ya que esta bella ave tiene el aspecto y cara vagamente similares a los de una mujer.

## Introducción
Cuenta la historia de que en las aldeas, que no estaban cristianizadas, aparecían por la mañana niños y recién nacidos muertos,  a esta peste se le atribuía a un ser demoniaco y vampírico que se aparecía por las noches en los poblados no creyentes. “La Chorca” o “mujer lechuza” era una persona normal de día, por las noches sedientas de sangre humana se transformaba gozando de los poderes de lo malvado, en un ser indescriptible y dotado de alas, para poder transportarse más ágil y veloz hacia los poblados y una nariz con la cual podía oler el líquido vital fresco de los recién nacidos. La Chorca mataba a sus víctimas mediante un hilo o filamento que dejaba caer a través de las rendijas de los techos de las casas y chozas, a veces procedía extrayendo la sangre por el ombligo o por la cabeza (mollera) de los bebes, acto seguido los dejaba secos, fríos y muertos. Lo escabroso era que los bebes fallecían aun estando cercanos al regazo de su madre y no había forma de prevenir su muerte, a menos que esos recién nacido fuesen bautizados y consagrados, según la fe católica y la cristianización que se llevaba a cabo en los pueblos amerindios y mesoamericanos. ¿Cómo se detectaba la proximidad de este ser?, los pobladores sabían que la Chorca o mujer lechuza se aproximaba a sus poblados, por medio del silbido que profiere al volar y a los ladridos de los perros, que detectaban mediante sus sentidos a la Chorca.

## Leyenda
Un día un leñador pasó frente a la cabaña de una mujer flacucha y de tez pálida. Se decía que aquella hermosa mujer había perdido a su marido en una riña, de allí quedó viuda y no volvió a tener pareja y vivía sola cercana a las faldas de las montañas. Las mujeres del poblado decían que era bruja, ya que supuestamente no envejecía. Los hombres que pasaban por allí decían que sentían una atracción hacia ella. El hombre se acercó a su casa y la vio lavando ropa en una artesa, colocada sobre unas piedras, le pidió agua para beber y la señora accedió trayéndole un vaso de agua fresca, seguidamente el perro que acompañaba al leñador empezó a ladrar en forma violenta a la mujer. El leñador golpeo a su perro y se despidió de la señora disculpándose, el leñador se marchó del lugar y se fue a la montaña, esa misma tarde su esposa en el poblado estaba de parto, la comadrona llegó a su hogar y atendió a aquella mujer que dio a luz a un varón, ya próxima la tarde-noche el leñador llegó a su casa, con su cargamento y su fiel animal, tiro la carga al suelo y rápidamente se introdujo a su casa, ya que había escuchado el llanto de su primogénito que estaba al lado de su madre sobre el lecho. Se aproximó y dio gracias a Dios por haber nacido bien, dio un beso a su esposa y rápidamente los dejó para ir a buscar al sacerdote, cuando llegó a la sacristía, el cuidador de a Iglesia le confesó que el sacerdote no estaba en el pueblo, el leñador se preocupó y regreso a su casa a contarle a su esposa, quien también no dudo en preocuparse. Al entrar la noche la comadrona empezó a rezar, junto a la madre del bebe que yacía en los brazos de la madre, el leñador escucho que su perro ladraba, eso hizo temblar a la comadrona y a su esposa, pero él, armado de un machete y una honda cargada con una piedra de caliche, procedió a salir fuera de su casa donde el perro labrada en la oscura noche. El silbido se acercaba y se escuchaba más fuerte, el perro ladraba aún más y se retorcía de ferocidad, el leñador estiró la honda, apretó fuertemente la piedra que estaba en el pedazo de cuero, pidió a Dios no fallar y que alejara el peligro de su hijo y de su hogar, y acto seguido después de que sintió un aire cruzando por su espalda, se dio vuelta y tiro de la honda lanzando la piedra a la penumbra, la piedra pego directamente a la “Chorca” entre sus ojos, rápidamente quedó cegado de un ojo y se fue silbando. El leñador contento se fue a su casa a comentar lo ocurrido; al día siguiente, se levantó temprano y fue a la montaña a traer la otra carga de leña que dejó, cuando venía de regreso con la carga a cuestas y pasar frente a la casa de la señora flacucha quiso dejarle unos leños en agradecimiento del favor del día anterior, el perro se fue delante a aruñar la puerta de la señora que le decía que se largara, él le grito diciéndole que le dejaría unos leños, la señora le repitió que se marchara, el perro de tanto forzar la puerta la abrió y la señora se fue corriendo a la otra puerta de la cocina, saliendo al patio el perro le seguía ladrándole, el leñador también fue tras de ambos, el perro alcanzó a la señora y le mordió la pierna, el leñador le reprendía para que la dejase en paz y al acercarse, tal fue su sorpresa que la tal señora, no era la misma del día anterior, estaba un poco más vieja y cegada de un ojo y se le notaba un golpe de pedrada, entre sus ojos y bajo la frente. El leñador dedujo, "la señora estaba bien ayer, no estaba ciega, mi perro le ladra…" y le dijo: “Tú eres la chorca”, al escuchar esto, la señora tirada en el suelo empezó a reír macabramente, “Tu hijo se ha salvado ayer por la noche, pero hoy no tendré piedad”  _le dijo la mujer al leñador, quien desenfundo su machete y le corto la cabeza de un revés, después metió la cabeza en un saco y se la llevó al sacerdote, mientras el cuerpo fue inmediatamente comido por las aves de rapiña; una vez en la iglesia, el sacerdote al ver la cabeza se espantó, ya que no era humana, sino que se había convertido en un ser monstruoso, le roció un poco de agua bendita y se enterró en un lugar secreto. Al saberse de este hecho, todos los pobladores, hombres, fueron a incendiar la casa de la vieja, se hicieron de perros y procedieron a bautizar a todos los recién nacidos. Pero, muchas “Chorcas” o “mujeres lechuzas” aún existen, se esconden y andan haciendo de las suyas.

## Explicaciones
- El bautismo es un sacramento de la iglesia cristiana, el cual se practica desde el siglo I d. C. dejando caer agua bendita sobre la cabeza de un recién nacido, esto se hace desde su aparecimiento según cuenta la historia del bautizo del señor Jesucristo, por Juan el Bautista; y a partir del s. XIX, el bautismo ya puede realizarse a jóvenes y personas mayores, cuando dicha persona entiende a lo que se somete y según su creencia cristiana. Los pobladores amerindios y mesoamericanos de aquellos tiempos, no eran bautizados y creían fervientemente en sus dioses protectores de la naturaleza, de allí la base de algunas leyendas que encuentran un mismo destino, buscar la protección y explicación a algo natural o sobrenatural.
- Tal vez, se exagera en el contenido fantástico de muchas leyendas mesoamericanas y folclóricas, tal es el caso de que quizá, muchas madres fueron las que aplastaron a sus hijos, mientras dormían con ellos durante la noche o quizá se ahogaban, sin comprobación alguna, desde que existe la medicina forense, se establece científicamente todas y cada una las formas de muerte de un ser.
- Es de hacer notar, que los seres vampíricos de leyendas o historias de terror, de Asia, Europa, América y África, van ligados unos a otros; tal vez no en la totalidad de los hechos relatados; sino, en que coinciden con que el asesino, por así decirlo es un depredador "chupasangre".

### Variaciones
- La Mujer Lechuza (México) cuenta la historia de una mujer que era bruja y se transformaba por las noches en lechuza, quitándose las piernas.[1]
- La Mujer Lechuza (Colombia) relata que una mujer se transformaba en lechuza, usando la brujería.[2]
- Dentro del Horóscopo Maya, encontramos a la "Mujer Lechuza" (18/10-14/11), pero, como símbolo de inteligencia, lucidez, sensibilidad y fidelidad. Asimismo el "Hombre Lechuza", es libre, jovial, adora la noche, mujeriego y alegre.[3]